# Mesnil-Martinsart
Mesnil-Martinsart és un municipi francès situat al departament del Somme i a la regió dels Alts de França. L'any 2007 tenia 224 habitants.

## Demografia

### Població

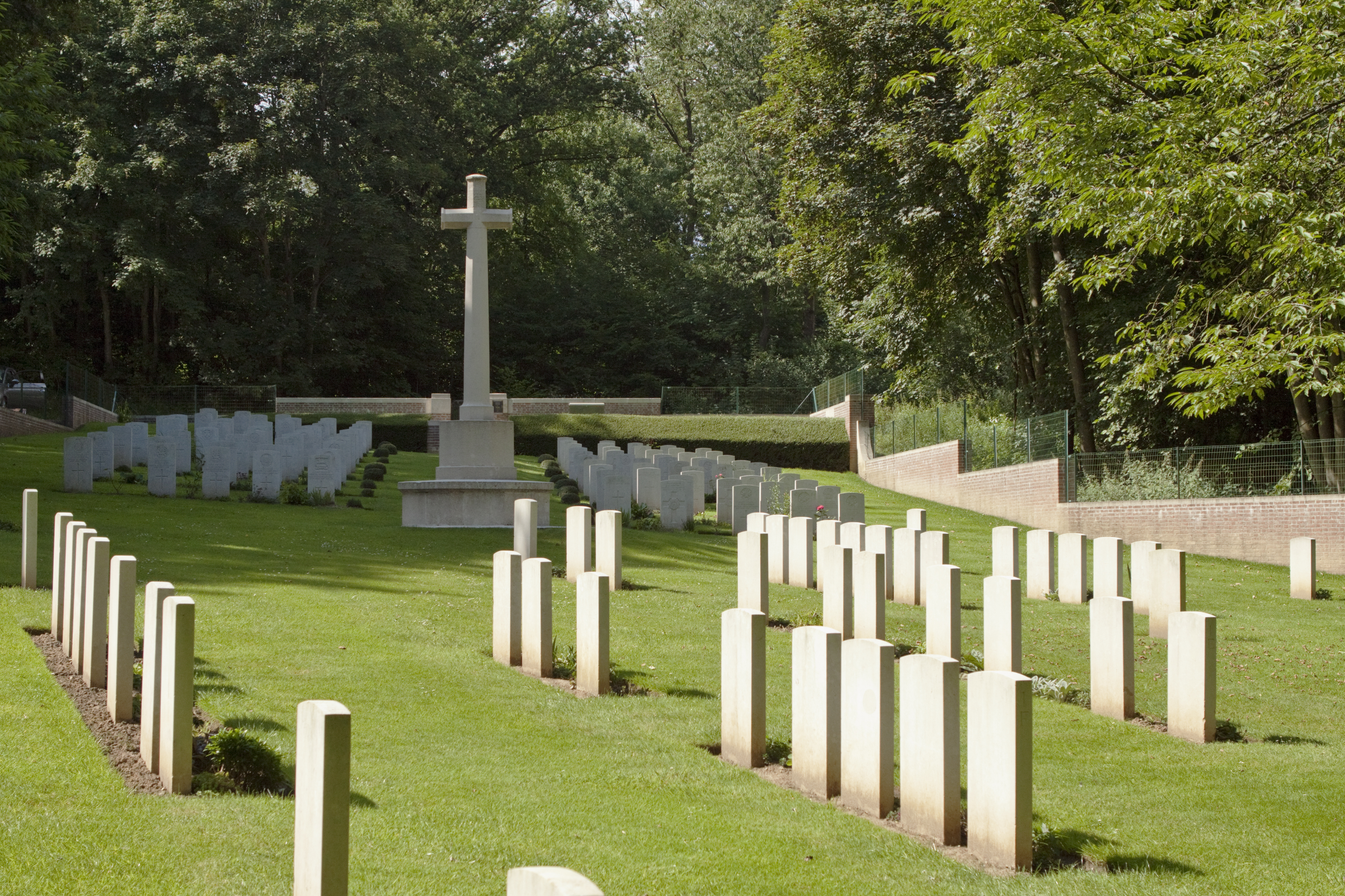
Cementiri Aveluy Wood

El 2007 la població de fet de Mesnil-Martinsart era de 224 persones. Hi havia 83 famílies de les quals 25 eren unipersonals (21 homes vivint sols i 4 dones vivint soles), 21 parelles sense fills i 37 parelles amb fills.
La població ha evolucionat segons el següent gràfic:
Habitants censats

### Habitatges

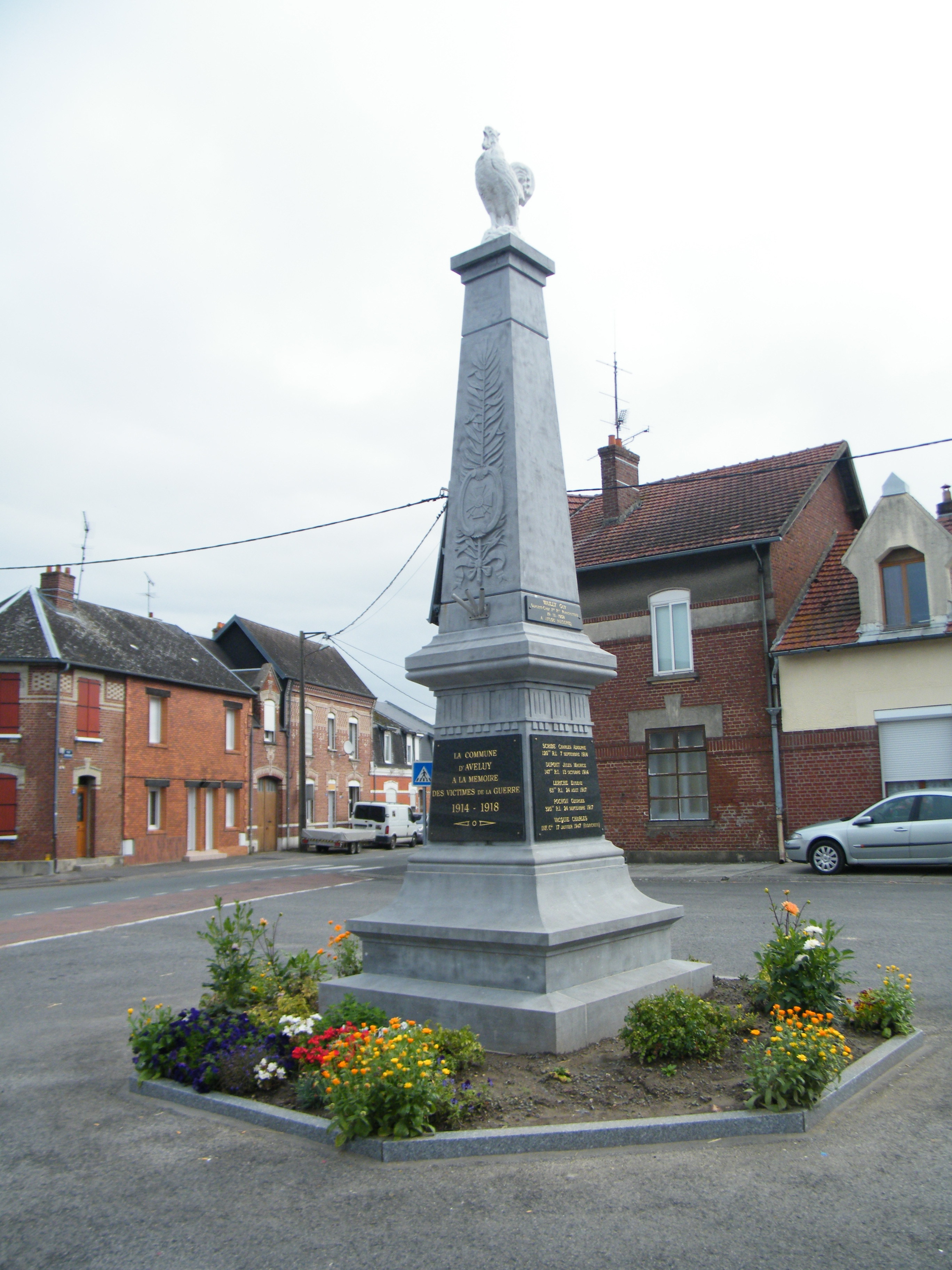

El 2007 hi havia 105 habitatges, 91 eren l'habitatge principal de la família, 6 eren segones residències i 7 estaven desocupats. Tots els 105 habitatges eren cases. Dels 91 habitatges principals, 80 estaven ocupats pels seus propietaris i 11 estaven llogats i ocupats pels llogaters; 7 tenien dues cambres, 12 en tenien tres, 16 en tenien quatre i 55 en tenien cinc o més. 72 habitatges disposaven pel capbaix d'una plaça de pàrquing. A 42 habitatges hi havia un automòbil i a 40 n'hi havia dos o més.

### Piràmide de població
La piràmide de població per edats i sexe el 2009 era:
| Homes | Edats   | Dones |
| ----- | ------- | ----- |
| 0     | 95 o +  | 0     |
| 0     | 90 a 94 | 0     |
| 0     | 85 a 89 | 8     |
| 0     | 80 a 84 | 0     |
| 8     | 75 a 79 | 4     |
| 0     | 70 a 74 | 8     |
| 0     | 65 a 69 | 4     |
| 16    | 60 a 64 | 20    |
| 0     | 55 a 59 | 0     |
| 0     | 50 a 54 | 0     |
| 8     | 45 a 49 | 12    |
| 4     | 40 a 44 | 0     |
| 20    | 35 a 39 | 8     |
| 16    | 30 a 34 | 20    |
| 8     | 25 a 29 | 4     |
| 0     | 20 a 24 | 0     |
| 0     | 15 a 19 | 20    |
| 8     | 10 a 14 | 0     |
| 16    | 5 a 9   | 8     |
| 4     | 0 a 4   | 4     |

## Economia

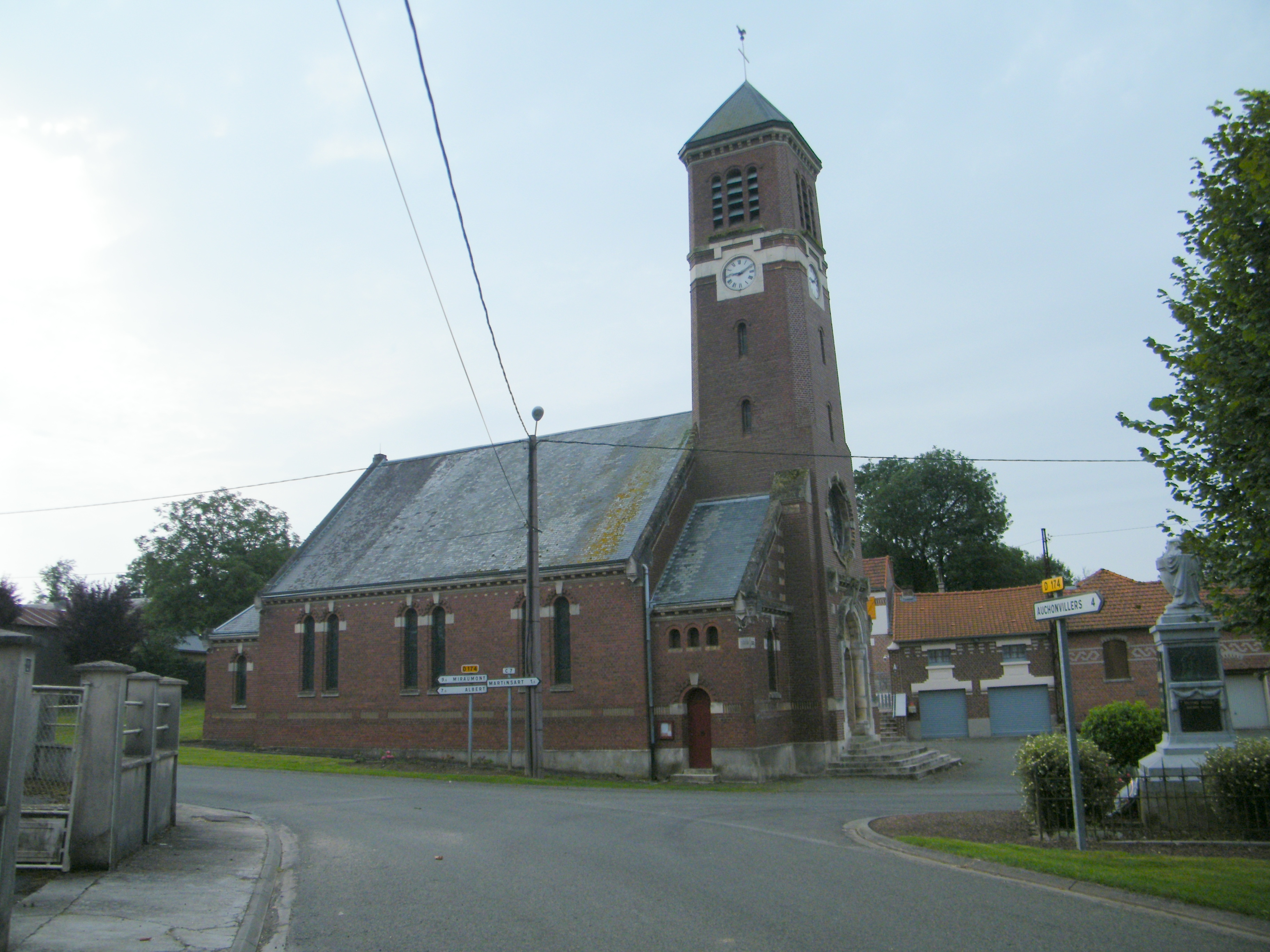

El 2007 la població en edat de treballar era de 150 persones, 111 eren actives i 39 eren inactives. De les 111 persones actives 97 estaven ocupades (61 homes i 36 dones) i 14 estaven aturades (6 homes i 8 dones). De les 39 persones inactives 8 estaven jubilades, 8 estaven estudiant i 23 estaven classificades com a «altres inactius».

### Ingressos
El 2009 a Mesnil-Martinsart hi havia 97 unitats fiscals que integraven 245 persones, la mediana anual d'ingressos fiscals per persona era de 17.998 €.

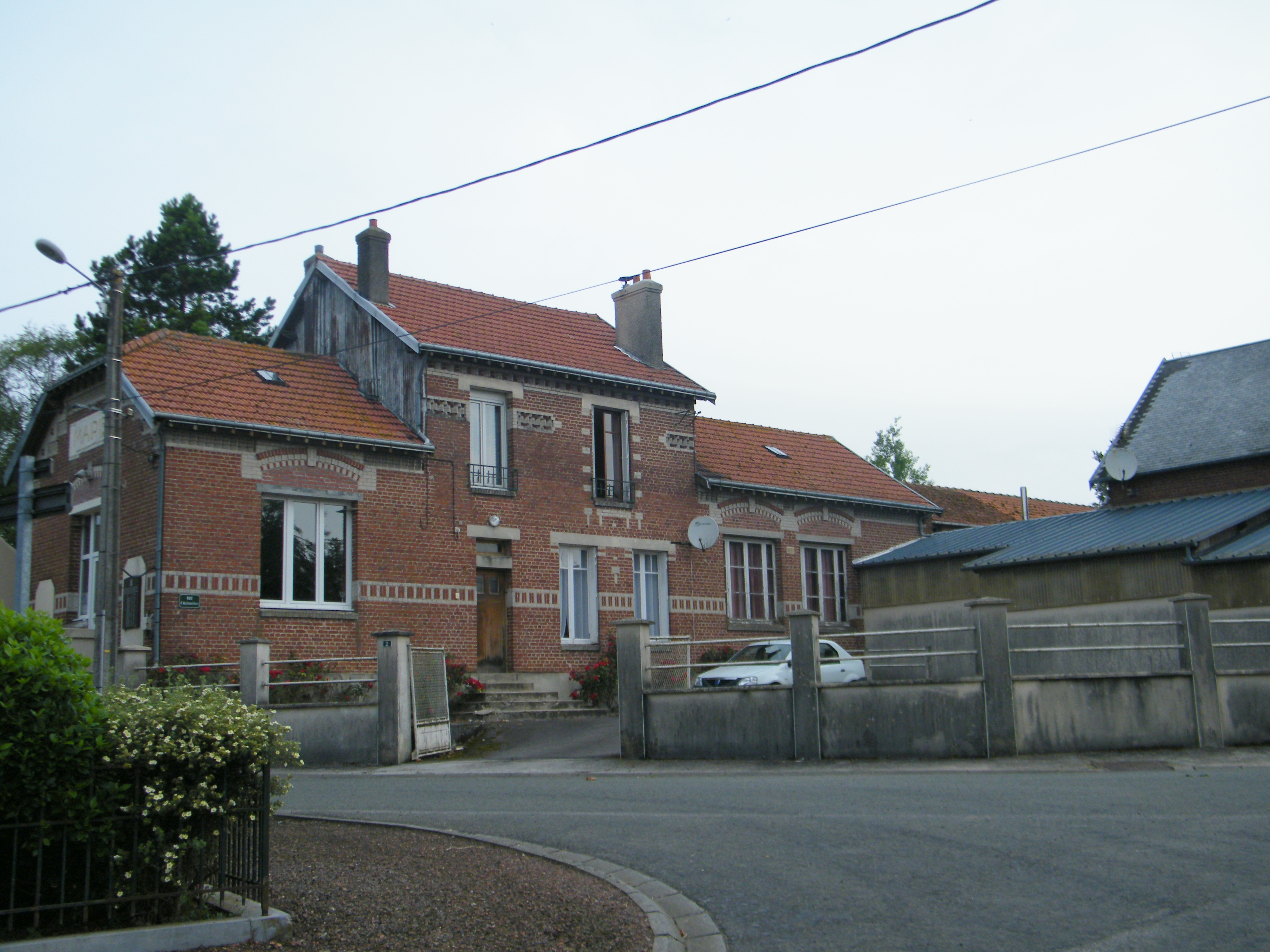

### Activitats econòmiques
Dels 4 establiments que hi havia el 2007, 1 era d'una empresa de construcció i 3 d'empreses de comerç i reparació d'automòbils.
L'únic servei als particulars que hi havia el 2009 era una lampisteria.
L'any 2000 a Mesnil-Martinsart hi havia 10 explotacions agrícoles.

## Poblacions més properes
El següent diagrama mostra les poblacions més properes.